# Надраг (Тимиш)
Надраг (рум. Nădrag) насеље је у Румунији у округу Тимиш у општини Надраг. Oпштина се налази на надморској висини од 278 m.

## Историја
По "Румунској енциклопедији" место се помиње 1364. године. Године 1548. ту је била и тврђава коју је краљица изабела поклонила Тамишког префекту Петру Петровићу. Од 1845. године се развија рударство и жељезара.

## Становништво
Према подацима из 2002. године у насељу је живело 2928 становника.

### Попис2002.
| Расподела становништва по националности 2002.‍ | Расподела становништва по националности 2002.‍ | Расподела становништва по националности 2002.‍ | Расподела становништва по националности 2002.‍ | Расподела становништва по националности 2002.‍ |
| --------------------------------------------- | --------------------------------------------- | --------------------------------------------- | --------------------------------------------- | --------------------------------------------- |
|                                               |                                               |                                               |                                               |                                               |
| Румуни                                        | Румуни                                        |                                               | 2.540                                         | 87,0%                                         |
| Мађари                                        | Мађари                                        |                                               | 122                                           | 4,2%                                          |
| Украјинци                                     | Украјинци                                     |                                               | 28                                            | 1,0%                                          |
| Немци                                         | Немци                                         |                                               | 220                                           | 7,5%                                          |
| Словаци                                       | Словаци                                       |                                               | 6                                             | 0,2%                                          |
| Италијани                                     | Италијани                                     |                                               | 3                                             | 0,1%                                          |

### Хронологија
| Година       | 1992 | 1993 | 1994 | 1995 | 1996 | 1997 | 1998 | 1999 | 2000 | 2001 | 2002 | 2003 | 2004 | 2005 | 2006 | 2007 | 2008 | 2009 | 2010 | 2011 | 2012 | 2013 | 2014 | 2015 | 2016 | 2017 |
| ------------ | ---- | ---- | ---- | ---- | ---- | ---- | ---- | ---- | ---- | ---- | ---- | ---- | ---- | ---- | ---- | ---- | ---- | ---- | ---- | ---- | ---- | ---- | ---- | ---- | ---- | ---- |
| Становништво | 3548 | 3637 | 3591 | 3567 | 3529 | 3548 | 3550 | 3496 | 3446 | 3397 | 3356 | 3329 | 3277 | 3219 | 3205 | 3167 | 3115 | 3077 | 3050 | 3019 | 2992 | 2955 | 2954 | 2933 | 2914 | 2920 |